# دانيلا ميرفي
دانيلا ميرفي (بالإنجليزية: Danielle Murphy)‏ هي لاعبة كرة قدم أمريكية، ولدت في 4 يونيو 1981 في سيفينواكس في المملكة المتحدة. شاركت مع منتخب إنجلترا لكرة القدم للسيدات. أما مع النوادي، فقد لعبت مع Charlton Athletic W.F.C. ‏.

## وصلات خارجية
- دانيلا ميرفي على موقع الاتحاد الدولي (مؤرشف)  (الإنجليزية)
- دانيلا ميرفي على موقع قاعدة بيانات كرة القدم.إي يو (الإنجليزية)